# Lijst van burgemeesters van Zuidschalkwijk
Dit is een lijst van burgemeesters van de voormalige Nederlandse gemeente Zuidschalkwijk tot die gemeente in 1863 samen met Houtrijk en Polanen opging in de gemeente Haarlemmerliede en Spaarnwoude.
| Ambtsperiode | Naam burgemeester            | Partij of stroming | Bijzonderheden                                                                                        |
| ------------ | ---------------------------- | ------------------ | --- |
| 18?? - 1834  | Casparus Henricus Wesselingh |                    | schout/burgemeester in 1824 vermeld als schout en secretaris; in 1829 vermeld als burgemeester        |
| 1834 - 1863  | Jan Louis van der Burch      |                    | tevens burgemeester van Haarlemmerliede en Spaarnwoude (1860-1877) en Houtrijk en Polanen (1860-1863) |